# João Morelli
João Morelli Neto, ou só João Morelli (Itu, 11 de março de 1996), é um futebolista brasileiro que atua como atacante. Atualmente, joga pelo HFX Wanderers, da Canadian Premier League.

## Carreira

### Início
Morelli nasceu e cresceu na cidade de Itu, no estado de São Paulo. Em 2013, se juntou à equipe sub-17 do Ituano, equipe local, onde marcou três gols em oito partidas, jogando inicialmente como reserva. No ano seguinte, ele foi promovido para a equipe sub-20, onde disputou outras cinco partidas.

### Middlesbrough
Em março de 2015, Morelli assinou com o Middlesbrough, que disputa a EFL Championship, até o fim da temporada a partir de uma parceria entre o Middlesbrough e o Ituano. Na temporada 2016–17, ele disputou dez partidas na Premier League 2 pela equipe sub-23 do Middlesbrough, marcando dois gols. Durante seus dois primeiros anos no clube, Morelli marcou onze gols em 41 partidas pela equipe sub-23 do Middlesbrough.

#### Empréstimo ao FCI Levadia
No dia 20 de fevereiro de 2017, Morelli assinou uma extensão de contrato por um ano com o Middlesbrough, antes de ser emprestado por um ano para o FCI Levadia Tallin, que disputa a Meistriliiga da Estônia. Em 22 partidas do campeonato, ele marcou 16 gols, terminando na quinta colocação na artilharia da liga. Morelli também jogou 90 minutos nas duas partidas do Levadia contra Cork City, da Irlanda, pela primeira pré-eliminatória da Liga Europa de 2017–18.

### Fleetwood Town
No dia 31 de janeiro de 2018, Morelli assinou um contrato de 18 meses com o Fleetwood Town, da EFL Championship. Pouco tempo depois dele assinar com a equipe, o técnico Uwe Rösler foi demitido e substituído por Joey Barton, com o qual Morelli disse ter se sentido “perdido” após uma drástica mudança de táticas e posição. Após isso, Morelli não conseguiu fazer boas partidas competitivas e foi liberado pela equipe ao fim da temporada.

### Retorno ao Ituano
No dia 29 de agosto de 2018, Morelli retornou ao Ituano, onde disputou nove partidas e marcou dois gols pela Copa Paulista.

### Retorno ao FCI Levadia
No dia 27 de de dezembro de 2018, Morelli retornou ao FCI Levadia, assinando um contrato de dois anos. Ele disputou 29 partidas no campeonato, marcando onze gols. Ele também jogou pelo Levadia na Estonian Supercup e marcou um gol em uma partida pela Copa da Estônia. Mais tarde na temporada, ele jogou alguns minutos pela equipe nas duas partidas da primeira pré-eliminatória da Liga Europa de 2019–20 contra o Stjarnan, da Islândia, incluindo a eliminação na prorrogação do jogo de volta.

### HFX Wanderers
No dia 25 de fevereiro de 2020, Morelli assinou com o HFX Wanderers, da Canadian Premier League. Ele fez sua estreia pela equipe no dia 15 de agosto contra o Pacific FC e marcou um gol de pênalti no empate por 2 a 2. Após uma excelente temporada de 2021, Morelli venceu o Golden Boot (chuteira de ouro) da CPL, marcando 14 gols em 21 partidas, o que também fez com que ele fosse indicado ao prêmio Player of the Year (jogador do ano) no dia 5 de dezembro. No dia 12 de dezembro, o HFX Wanderers anunciou que Morelli havia assinado uma extensão de contrato até 2023. Dois dias depois, em 24 de dezembro de 2021, Morelli foi nomeado como Player of the Year (jogador do ano) da temporada de 2021 na cerimônia de prêmios da CPL.

## Estatísticas
Atualizado até 08 de abril de 2022.{{carece

### Clubes
| Equipe                          | Temporada         | Campeonato nacional     | Campeonato nacional | Campeonato nacional | Campeonato nacional | Copas nacionais[a] | Copas nacionais[a] | Copas nacionais[a] | Competições continentais[b] | Competições continentais[b] | Competições continentais[b] | Outros torneios[c] | Outros torneios[c] | Outros torneios[c] | Total | Total | Total   |
| Equipe                          | Temporada         | Divisão                 | Jogos               | Gols                | Assist.             | Jogos              | Gols               | Assist.            | Jogos                       | Gols                        | Assist.                     | Jogos              | Gols               | Assist.            | Jogos | Gols  | Assist. |
| ------------------------------- | ----------------- | ----------------------- | ------------------- | ------------------- | ------------------- | ------------------ | ------------------ | ------------------ | --------------------------- | --------------------------- | --------------------------- | ------------------ | ------------------ | ------------------ | ----- | ----- | ------- |
| FCI Levadia Tallin (Empréstimo) | 2017              | Meistriliiga            | 22                  | 17                  | 6                   | 2                  | 2                  | 0                  | 2                           | 0                           | 1                           | 0                  | 0                  | 0                  | 24    | 19    | 7       |
| FCI Levadia Tallin (Empréstimo) | Total             | —                       | 22                  | 17                  | 6                   | 2                  | 2                  | 0                  | 2                           | 0                           | 1                           | 0                  | 0                  | 0                  | 24    | 19    | 7       |
| Ituano                          | 2018              | Campeonato Paulista     | 0                   | 0                   | 0                   | —                  | —                  | —                  | —                           | —                           | —                           | 9                  | 2                  | 0                  | 9     | 2     | 0       |
| Ituano                          | Total             | —                       | 0                   | 0                   | 0                   | —                  | —                  | —                  | —                           | —                           | —                           | 9                  | 2                  | 0                  | 9     | 2     | 0       |
| FCI Levadia Tallin              | 2019              | Meistriliiga            | 29                  | 11                  | 11                  | 1                  | 1                  | 1                  | 2                           | 0                           | 1                           | 1                  | 0                  | 0                  | 33    | 12    | 13      |
| FCI Levadia Tallin              | Total             | —                       | 29                  | 11                  | 11                  | 1                  | 1                  | 1                  | 2                           | 0                           | 1                           | 1                  | 0                  | 0                  | 33    | 12    | 13      |
| HFX Wanderers                   | 2020              | Canadian Premier League | 9                   | 4                   | 1                   | —                  | —                  | —                  | —                           | —                           | —                           | 0                  | 0                  | 0                  | 9     | 4     | 1       |
| HFX Wanderers                   | 2021              | Canadian Premier League | 21                  | 14                  | 0                   | 2                  | 1                  | 0                  | —                           | —                           | —                           | 0                  | 0                  | 0                  | 23    | 15    | 0       |
| HFX Wanderers                   | 2022              | Canadian Premier League | 1                   | 1                   | 0                   | 0                  | 0                  | 0                  | —                           | —                           | —                           | 0                  | 0                  | 0                  | 1     | 1     | 0       |
| HFX Wanderers                   | Total             | —                       | 31                  | 19                  | 1                   | 2                  | 1                  | 0                  | 0                           | 0                           | 0                           | 0                  | 0                  | 0                  | 33    | 20    | 1       |
| Total na carreira               | Total na carreira | —                       | 82                  | 47                  | 18                  | 5                  | 4                  | 1                  | 4                           | 0                           | 2                           | 10                 | 2                  | 0                  | 99    | 53    | 21      |

- a. ^ Jogos da Copa da Estônia e Campeonato Canadense
- b. ^ Jogos da Liga Europa da UEFA
- c. ^ Jogos da Copa Paulista e Supercopa da Estónia

## Títulos

### HFX Wanderers
- Canadian Premier League: 
  - Vice-campeão: 2021

### Prêmios individuais
- Chuteira de ouro (Golden Boot) da temporada de 2021 da Canadian Premier League[15]
- Jogador do ano (Player of the Year) da temporada de 2021 da Canadian Premier League[16]
- 2º melhor jogador da temporada de 2021 da Canadian Premier League na CPL50[17]